# Selección de fútbol de Senegal
La selección de fútbol de Senegal (en francés: équipe de football du Senegal) es el equipo representativo del país en las competiciones oficiales. A pesar de haber sido una selección con muy pocos triunfos históricamente en África, Senegal sorprendió al mundo por su participación en la Copa Mundial de Fútbol de 2002, al derrotar en el partido inaugural al entonces campeón, Francia, y luego avanzar hasta cuartos de final de la competición en donde sería eliminada por Turquía. Actualmente, es la selección de la Confederación Africana de Fútbol con la segunda posición más alta en la clasificación de la FIFA.
En la Copa Africana de Naciones, sus máximos logros son el título en la edición 2021 y dos subcampeonatos en 2002 y 2019.
El 10 de noviembre de 2017, después de ausentarse en tres ediciones de la Copa del Mundo, los Leones de la Teranga se clasificaron para Rusia 2018. El 29 de marzo de 2022, Senegal se clasificó para Catar 2022, sellando así su tercera participación en una copa del mundo y clasificando por segunda vez consecutiva.

## Historia

### Primeros años
Senegal obtuvo su independencia de Francia el 4 de abril de 1960 y ese mismo año se fundó la Federación Senegalesa de Fútbol (FSF). El primer partido de Senegal tuvo lugar el 31 de diciembre de 1961 contra Dahomey (actualmente Benín). Senegal perdió 3-2.
La Federación Senegalesa de Fútbol (FSF) se afilió a la FIFA en el año 1962 y lleva siendo miembro de la Confederación Africana de Fútbol (CAF) desde 1963.
La primera aparición de Senegal en la Copa Africana de Naciones fue en 1965, donde terminó segundo en su grupo, después de un empate por 0-0 ante Túnez y una goleada monumental ante Etiopía, donde Louis Camara marcó el primer gol de Senegal en una competición oficial; perdió el partido del tercer lugar ante Costa de Marfil para terminar en cuarto lugar.

### Participación en la Copa del Mundo 2002
Se clasificó por primera vez para la Copa Mundial de Fútbol celebrada en el año 2002 y quedó encuadrada en el grupo A, donde debuta venciendo por la mínima a Francia, que era la actual campeón del certamen, para luego empatar por 1-1 a Dinamarca, y terminar la fase de grupos empatando 3-3 con Uruguay. Ya en los octavos de final, Senegal supera por 2-1 a Suecia con un gol de oro de Henri Camara y en cuartos de final cae derrotado 0-1 frente a Turquía. 

#### Tabla del grupo A
| Equipo    | Pts | PJ | PG | PE | PP | GF | GC | Dif |
| --------- | --- | -- | -- | -- | -- | -- | -- | --- |
| Dinamarca | 7   | 3  | 2  | 1  | 0  | 6  | 5  | 1   |
| Senegal   | 5   | 3  | 1  | 2  | 0  | 5  | 4  | 1   |
| Uruguay   | 2   | 3  | 0  | 2  | 1  | 3  | 2  | 1   |
| Francia   | 1   | 3  | 0  | 1  | 2  | 2  | 5  | –3  |

##### Partidos fase de grupos
| 31 de mayo de 2002, 20:30 | Francia | 0:1 (0:1) | Senegal        | Estadio Mundialista, Seúl                                                        |                                                                                  |
|                           |         | Reporte   | Bouba Diop 30' | Asistencia: 62 561 espectadores Árbitro(s): Ali Bujsaim (Emiratos Árabes Unidos) | Asistencia: 62 561 espectadores Árbitro(s): Ali Bujsaim (Emiratos Árabes Unidos) |

| 6 de junio de 2002, 15:30 | Dinamarca           | 1-1 (1-0) | Senegal    | Estadio Mundialista, Daegu                                            |                                                                       |
|                           | Tomasson 16' (pen.) | Reporte   | Fadiga 59' | Asistencia: 43 500 espectadores Árbitro(s): Carlos Batres (Guatemala) | Asistencia: 43 500 espectadores Árbitro(s): Carlos Batres (Guatemala) |

| 11 de junio de 2002, 15:30 | Senegal                                 | 3-3 (3-0) | Uruguay                                      | Estadio Mundialista, Suwon                                              |                                                                         |
|                            | Fadiga 20' (pen.) · Bouba Diop 26', 38' | Reporte   | Morales 46' · Forlán 69' · Recoba 88' (pen.) | Asistencia: 33 681 espectadores Árbitro(s): Jan Webereff (Países Bajos) | Asistencia: 33 681 espectadores Árbitro(s): Jan Webereff (Países Bajos) |

##### Octavos de final
| 16 de junio de 2002, 15:30 | Suecia      | 1-2 (1-1, 1-1) (t. s.) | Senegal          | Estadio del Gran Ojo, Ōita                                           |                                                                      |
|                            | Larsson 11' | Reporte                | Camara 37', 104' | Asistencia: 39 747 espectadores Árbitro(s): Ubaldo Aquino (Paraguay) | Asistencia: 39 747 espectadores Árbitro(s): Ubaldo Aquino (Paraguay) |

##### Cuartos de final
| 22 de junio de 2002, 20:30 | Senegal | 0-1 (0-0, 0-0) (t. s.) | Turquía    | Estadio Nagai, Osaka                                              |                                                                   |
|                            |         | Reporte                | Mansız 94' | Asistencia: 44 233 espectadores Árbitro(s): Óscar Ruiz (Colombia) | Asistencia: 44 233 espectadores Árbitro(s): Óscar Ruiz (Colombia) |

### Participación Copa del Mundo 2018
Senegal se clasificó por segunda vez para la Copa Mundial de Fútbol celebrada en el año 2018. Sin embargo, a pesar de igular en todas las estadísticas con Japón, quedaron eliminados en fase de grupos al tener dos tarjetas amarillas más que la selección nipona, siendo la primera selección en la historia de la Copa Mundial de Fútbol en quedar eliminados vía fair play.

#### Tabla del grupo H
| Equipo   | Pts | PJ | PG | PE | PP | GF | GC | Dif |
| -------- | --- | -- | -- | -- | -- | -- | -- | --- |
| Colombia | 6   | 3  | 2  | 0  | 1  | 5  | 2  | 3   |
| Japón    | 4   | 3  | 1  | 1  | 1  | 4  | 4  | 0   |
| Senegal  | 4   | 3  | 1  | 1  | 1  | 4  | 4  | 0   |
| Polonia  | 3   | 3  | 1  | 0  | 2  | 2  | 5  | –3  |

##### Partidos fase de grupos
| 19 de junio de 2018, 18:00 (UTC+3) | Polonia        | 1-2 (0-1) | Senegal                | Otkrytie Arena, Moscú                                       |                                                             |
|                                    | Krychowiak 86' | Reporte   | Cionek 37' · Niang 60' | Asistencia: 44 190 espectadores Árbitro(s): Nawaf Shukralla | Asistencia: 44 190 espectadores Árbitro(s): Nawaf Shukralla |

| 24 de junio de 2018, 20:00 (UTC+5) | Japón                | 2-2 (1-1) | Senegal              | Ekaterimburgo Arena, Ekaterimburgo                          |                                                             |
|                                    | Inui 34' · Honda 78' | Reporte   | Mané 11' · Wagué 71' | Asistencia: 32 572 espectadores Árbitro(s): Gianluca Rocchi | Asistencia: 32 572 espectadores Árbitro(s): Gianluca Rocchi |

| 28 de junio de 2018, 18:00 (UTC+4) | Senegal | 0-1 (0-0) | Colombia       | Samara Arena, Samara                                      |                                                           |
|                                    |         | Reporte   | Yerry Mina 74' | Asistencia: 41 970 espectadores Árbitro(s): Milorad Mažić | Asistencia: 41 970 espectadores Árbitro(s): Milorad Mažić |

## Últimos partidos y próximos encuentros
Actualizado al último partido jugado el 12 de agosto de 2025
| Fecha      | Ciudad     | Local        | Resultado | Visitante | Competición                            |
| ---------- | ---------- | ------------ | --------- | --------- | -------------------------------------- |
| 09-09-2024 | Lilongüe   | Burundi      | 0:1       | Senegal   | Clas. Copa Africana de Naciones 2025   |
| 11-10-2024 | Dakar      | Senegal      | 4:1       | Malaui    | Clas. Copa Africana de Naciones 2025   |
| 15-10-2024 | Lilongüe   | Malaui       | 0:1       | Senegal   | Clas. Copa Africana de Naciones 2025   |
| 14-11-2024 | Bamako     | Burkina Faso | 0:1       | Senegal   | Clas. Copa Africana de Naciones 2025   |
| 19-11-2024 | Dakar      | Senegal      | 2:0       | Burundi   | Clas. Copa Africana de Naciones 2025   |
| 22-12-2024 | Monrovia   | Liberia      | 1:1       | Nigeria   | Clasificación Campeonato Africano 2025 |
| 28-12-2024 | Diamniadio | Senegal      | 3:0       | Liberia   | Clasificación Campeonato Africano 2025 |
| 22-03-2025 | Bengasi    | Sudán        | 0:0       | Senegal   | Clasificación Copa Mundial 2026        |
| 25-03-2025 | Dakar      | Senegal      | 2:0       | Togo      | Clasificación Copa Mundial 2026        |
| 06-06-2025 | Dublín     | Irlanda      | 1:1       | Senegal   | Partido amistoso                       |
| 10-06-2025 | Nottingham | Inglaterra   | 1:3       | Senegal   | Partido amistoso                       |
| 04-07-2025 | Diamniadio | Senegal      | 0:0       | Guinea    | Partido amistoso                       |
| 24-07-2025 | Karatu     | Uganda       | 2:1       | Senegal   | Partido amistoso                       |
| 27-07-2025 | Karatu     | Tanzania     | 2:1       | Senegal   | Partido amistoso                       |
| 05-08-2025 | Stone Town | Senegal      | 1:0       | Nigeria   | Campeonato Africano 2025               |
| 12-08-2025 | Stone Town | Senegal      | 1:1       | Congo     | Campeonato Africano 2025               |
| 19-08-2025 | Stone Town | Sudán        | -:-       | Senegal   | Campeonato Africano 2025               |

## Estadísticas

### Copa Mundial de Fútbol
| Copa Mundial de Fútbol | Copa Mundial de Fútbol  | Copa Mundial de Fútbol  | Copa Mundial de Fútbol  | Copa Mundial de Fútbol  | Copa Mundial de Fútbol  | Copa Mundial de Fútbol  | Copa Mundial de Fútbol  |
| Año                    | Ronda                   | J                       | G                       | E                       | P                       | GF                      | GC                      |
| ---------------------- | ----------------------- | ----------------------- | ----------------------- | ----------------------- | ----------------------- | ----------------------- | ----------------------- |
| 1930 - 1958            | No existía la selección | No existía la selección | No existía la selección | No existía la selección | No existía la selección | No existía la selección | No existía la selección |
| 1962                   | No participó            | No participó            | No participó            | No participó            | No participó            | No participó            | No participó            |
| 1966                   | No participó            | No participó            | No participó            | No participó            | No participó            | No participó            | No participó            |
| 1970                   | No clasificó            | No clasificó            | No clasificó            | No clasificó            | No clasificó            | No clasificó            | No clasificó            |
| 1974                   | No clasificó            | No clasificó            | No clasificó            | No clasificó            | No clasificó            | No clasificó            | No clasificó            |
| 1978                   | No clasificó            | No clasificó            | No clasificó            | No clasificó            | No clasificó            | No clasificó            | No clasificó            |
| 1982                   | No clasificó            | No clasificó            | No clasificó            | No clasificó            | No clasificó            | No clasificó            | No clasificó            |
| 1986                   | No clasificó            | No clasificó            | No clasificó            | No clasificó            | No clasificó            | No clasificó            | No clasificó            |
| 1990                   | No participó            | No participó            | No participó            | No participó            | No participó            | No participó            | No participó            |
| 1994                   | No clasificó            | No clasificó            | No clasificó            | No clasificó            | No clasificó            | No clasificó            | No clasificó            |
| 1998                   | No clasificó            | No clasificó            | No clasificó            | No clasificó            | No clasificó            | No clasificó            | No clasificó            |
| 2002                   | Cuartos de final        | 5                       | 2                       | 2                       | 1                       | 7                       | 6                       |
| 2006                   | No clasificó            | No clasificó            | No clasificó            | No clasificó            | No clasificó            | No clasificó            | No clasificó            |
| 2010                   | No clasificó            | No clasificó            | No clasificó            | No clasificó            | No clasificó            | No clasificó            | No clasificó            |
| 2014                   | No clasificó            | No clasificó            | No clasificó            | No clasificó            | No clasificó            | No clasificó            | No clasificó            |
| 2018                   | Fase de grupos          | 3                       | 1                       | 1                       | 1                       | 4                       | 4                       |
| 2022                   | Octavos de final        | 4                       | 2                       | 0                       | 2                       | 5                       | 7                       |
| 2026                   | Por disputarse          | Por disputarse          | Por disputarse          | Por disputarse          | Por disputarse          | Por disputarse          | Por disputarse          |
| 2030                   | Por disputarse          | Por disputarse          | Por disputarse          | Por disputarse          | Por disputarse          | Por disputarse          | Por disputarse          |
| 2034                   | Por disputarse          | Por disputarse          | Por disputarse          | Por disputarse          | Por disputarse          | Por disputarse          | Por disputarse          |
| Total                  | 3/22                    | 12                      | 5                       | 3                       | 4                       | 16                      | 17                      |

### Copa Africana de Naciones
| Copa Africana de Naciones | Copa Africana de Naciones | Copa Africana de Naciones | Copa Africana de Naciones | Copa Africana de Naciones | Copa Africana de Naciones | Copa Africana de Naciones | Copa Africana de Naciones |
| Año                       | Ronda                     | J                         | G                         | E                         | P                         | GF                        | GC                        |
| ------------------------- | ------------------------- | ------------------------- | ------------------------- | ------------------------- | ------------------------- | ------------------------- | ------------------------- |
| 1957                      | No existía la selección   | No existía la selección   | No existía la selección   | No existía la selección   | No existía la selección   | No existía la selección   | No existía la selección   |
| 1959                      | No existía la selección   | No existía la selección   | No existía la selección   | No existía la selección   | No existía la selección   | No existía la selección   | No existía la selección   |
| 1962                      | No participó              | No participó              | No participó              | No participó              | No participó              | No participó              | No participó              |
| 1963                      | No participó              | No participó              | No participó              | No participó              | No participó              | No participó              | No participó              |
| 1965                      | Cuarto lugar              | 3                         | 1                         | 1                         | 1                         | 5                         | 2                         |
| 1968                      | Fase de grupos            | 3                         | 1                         | 1                         | 1                         | 5                         | 5                         |
| 1970                      | No clasificó              | No clasificó              | No clasificó              | No clasificó              | No clasificó              | No clasificó              | No clasificó              |
| 1972                      | No clasificó              | No clasificó              | No clasificó              | No clasificó              | No clasificó              | No clasificó              | No clasificó              |
| 1974                      | No clasificó              | No clasificó              | No clasificó              | No clasificó              | No clasificó              | No clasificó              | No clasificó              |
| 1976                      | No clasificó              | No clasificó              | No clasificó              | No clasificó              | No clasificó              | No clasificó              | No clasificó              |
| 1978                      | No clasificó              | No clasificó              | No clasificó              | No clasificó              | No clasificó              | No clasificó              | No clasificó              |
| 1980                      | No participó              | No participó              | No participó              | No participó              | No participó              | No participó              | No participó              |
| 1982                      | No clasificó              | No clasificó              | No clasificó              | No clasificó              | No clasificó              | No clasificó              | No clasificó              |
| 1984                      | No clasificó              | No clasificó              | No clasificó              | No clasificó              | No clasificó              | No clasificó              | No clasificó              |
| 1986                      | Fase de grupos            | 3                         | 2                         | 0                         | 1                         | 3                         | 1                         |
| 1988                      | No clasificó              | No clasificó              | No clasificó              | No clasificó              | No clasificó              | No clasificó              | No clasificó              |
| 1990                      | Cuarto lugar              | 5                         | 1                         | 2                         | 2                         | 3                         | 3                         |
| 1992                      | Cuartos de final          | 3                         | 1                         | 0                         | 2                         | 4                         | 3                         |
| 1994                      | Cuartos de final          | 3                         | 1                         | 0                         | 2                         | 2                         | 3                         |
| 1996                      | No clasificó              | No clasificó              | No clasificó              | No clasificó              | No clasificó              | No clasificó              | No clasificó              |
| 1998                      | No clasificó              | No clasificó              | No clasificó              | No clasificó              | No clasificó              | No clasificó              | No clasificó              |
| 2000                      | Cuartos de final          | 4                         | 1                         | 1                         | 2                         | 6                         | 6                         |
| 2002                      | Subcampeón                | 6                         | 4                         | 2                         | 0                         | 6                         | 1                         |
| 2004                      | Cuartos de final          | 4                         | 1                         | 2                         | 1                         | 4                         | 2                         |
| 2006                      | Cuarto lugar              | 6                         | 2                         | 0                         | 4                         | 7                         | 8                         |
| 2008                      | Fase de grupos            | 3                         | 0                         | 2                         | 1                         | 4                         | 6                         |
| 2010                      | No clasificó              | No clasificó              | No clasificó              | No clasificó              | No clasificó              | No clasificó              | No clasificó              |
| 2012                      | Fase de grupos            | 3                         | 0                         | 0                         | 3                         | 3                         | 6                         |
| 2013                      | No clasificó              | No clasificó              | No clasificó              | No clasificó              | No clasificó              | No clasificó              | No clasificó              |
| 2015                      | Fase de grupos            | 3                         | 1                         | 1                         | 1                         | 3                         | 4                         |
| 2017                      | Cuartos de final          | 4                         | 2                         | 2                         | 0                         | 6                         | 2                         |
| 2019                      | Subcampeón                | 7                         | 5                         | 0                         | 2                         | 8                         | 2                         |
| 2021                      | Campeón                   | 7                         | 4                         | 3                         | 0                         | 9                         | 2                         |
| 2023                      | Octavos de final          | 4                         | 3                         | 1                         | 0                         | 9                         | 2                         |
| 2025                      | Clasificado               | Clasificado               | Clasificado               | Clasificado               | Clasificado               | Clasificado               | Clasificado               |
| 2027                      | Por definir               | Por definir               | Por definir               | Por definir               | Por definir               | Por definir               | Por definir               |
| Total                     | 18/35                     | 71                        | 30                        | 18                        | 23                        | 87                        | 58                        |

### Finales disputadas
La presente lista incluye solo partidos finales jugados por torneos mundiales, intercontinentales, y continentales oficiales a nivel de Selecciones absolutas.
| Año  | Torneo              | Resultado                     |
| ---- | ------------------- | ----------------------------- |
| 2002 | Copa África         | Senegal 0 (2) - 0 (3) Camerún |
| 2019 | Copa África         | Senegal 0 - 1 Argelia         |
| 2021 | Copa África         | Senegal 0 (4) - 0 (2) Egipto  |
| 2023 | Campeonato Áfricano | Argelia 0 (4) - 0 (5) Senegal |

- Senegal jugó 4 finales: ganó 2 y perdió 2: (2-2)

## Selección local

### Campeonato Africano de Naciones
| Campeonato Africano de Naciones | Campeonato Africano de Naciones | Campeonato Africano de Naciones | Campeonato Africano de Naciones | Campeonato Africano de Naciones | Campeonato Africano de Naciones | Campeonato Africano de Naciones | Campeonato Africano de Naciones |
| Año                             | Ronda                           | J                               | G                               | E                               | P                               | GF                              | GC                              |
| ------------------------------- | ------------------------------- | ------------------------------- | ------------------------------- | ------------------------------- | ------------------------------- | ------------------------------- | ------------------------------- |
| 2009                            | Cuarto lugar                    | 5                               | 1                               | 3                               | 1                               | 3                               | 3                               |
| 2011                            | Fase de grupos                  | 3                               | 1                               | 1                               | 1                               | 2                               | 2                               |
| 2014                            | No clasificó                    | No clasificó                    | No clasificó                    | No clasificó                    | No clasificó                    | No clasificó                    | No clasificó                    |
| 2016                            | No clasificó                    | No clasificó                    | No clasificó                    | No clasificó                    | No clasificó                    | No clasificó                    | No clasificó                    |
| 2018                            | No clasificó                    | No clasificó                    | No clasificó                    | No clasificó                    | No clasificó                    | No clasificó                    | No clasificó                    |
| 2021                            | No clasificó                    | No clasificó                    | No clasificó                    | No clasificó                    | No clasificó                    | No clasificó                    | No clasificó                    |
| 2023                            | Campeón                         | 6                               | 4                               | 1                               | 1                               | 6                               | 1                               |
| 2025                            | Clasificó                       | Clasificó                       | Clasificó                       | Clasificó                       | Clasificó                       | Clasificó                       | Clasificó                       |
| Total                           | 4/8                             | 14                              | 6                               | 5                               | 3                               | 11                              | 6                               |

## Uniforme
| Primera equipación | (Ver evolución) | Equipación actual |

## Palmarés

### Copa Africana de Naciones
- Campeón (1): 2021.
- Subcampeón (2): 2002 y 2019.
- Cuarto lugar (3): 1965, 1990 y 2006.

### Campeonato Africano de Naciones
- Campeón (1): 2022.
- Cuarto lugar (1): 2009.

### Copa de Naciones de la WAFU
- Campeón (1): 2019.
- Subcampeón (2): 2010 y 2013.

### Torneo UEMOA
- Campeón (3): 2009, 2011 y 2016.

### Copa Amílcar Cabral
- Campeón (8): 1979, 1980, 1983, 1984, 1985, 1986, 1991 y 2001.
- Subcampeón (5): 1982, 1993, 1997, 2000 y 2005.

## Jugadores

### Última convocatoria
Los siguientes jugadores fueron convocados para los partidos amistosos ante Irlanda e Inglaterra en junio de 2025.
| N.º | Nombre                | Posición      | Edad    | PJ  | Goles | Club                      |
| --- | --------------------- | ------------- | ------- | --- | ----- | ------------------------- |
| 1   | Yehvann Diouf         | Portero       | 25 años | 1   | 0     | Stade de Reims            |
| 16  | Édouard Mendy         | Portero       | 33 años | 43  | 0     | Al-Ahli                   |
| 23  | Mory Diaw             | Portero       | 32 años | 2   | 0     | Rodez A. F.               |
| 3   | Kalidou Koulibaly     | Defensa       | 34 años | 90  | 1     | Al-Hilal                  |
| 4   | Abdoulaye Seck        | Defensa       | 33 años | 14  | 2     | Maccabi Haifa F. C.       |
| 14  | Ismail Jakobs         | Defensa       | 25 años | 22  | 0     | Galatasaray S. K.         |
| 22  | Abdou Diallo          | Defensa       | 29 años | 33  | 2     | Al-Arabi S. C.            |
| 24  | Antoine Mendy         | Defensa       | 21 años | 3   | 0     | O. G. C. Niza             |
|     | Moussa Niakhaté       | Defensa       | 29 años | 17  | 0     | Olympique de Lyon         |
| 2   | Mamadou Lamine Camara | Mediocampista | 22 años | 5   | 1     | R. S. Berkane             |
| 5   | Idrissa Gueye         | Mediocampista | 35 años | 115 | 7     | Everton F. C.             |
| 6   | Habib Diarra          | Mediocampista | 21 años | 10  | 3     | R. C. Estrasburgo Alsacia |
| 8   | Lamine Camara         | Mediocampista | 21 años | 19  | 4     | A. S. Mónaco F. C.        |
| 17  | Cheikh Niasse         | Mediocampista | 25 años | 0   | 0     | Hellas Verona F. C.       |
| 18  | Ismaïla Sarr          | Mediocampista | 27 años | 71  | 15    | Crystal Palace F. C.      |
| 25  | El Hadji Malick Diouf | Mediocampista | 20 años | 5   | 0     | S. K. Slavia Praga        |
| 26  | Pape Gueye            | Mediocampista | 26 años | 27  | 2     | Villarreal C. F.          |
|     | Pape Matar Sarr       | Mediocampista | 22 años | 31  | 2     | Tottenham Hotspur F. C.   |
|     | Pathé Ciss            | Mediocampista | 31 años | 18  | 0     | Rayo Vallecano            |
| 7   | Nicolas Jackson       | Delantero     | 24 años | 18  | 1     | Chelsea F. C.             |
| 9   | Boulaye Dia           | Delantero     | 28 años | 33  | 6     | S. S. Lazio               |
| 10  | Cheikh Sabaly         | Delantero     | 26 años | 3   | 0     | F. C. Metz                |
| 12  | Cherif Ndiaye         | Delantero     | 29 años | 6   | 0     | Estrella Roja             |
| 13  | Iliman Ndiaye         | Delantero     | 25 años | 26  | 2     | Everton F. C.             |
| 15  | Krépin Diatta         | Delantero     | 26 años | 46  | 2     | A. S. Mónaco F. C.        |
| 20  | Idrissa Gueye         | Delantero     | 18 años | 1   | 0     | F. C. Metz                |
| 21  | Abdallah Sima         | Delantero     | 24 años | 9   | 0     | Stade Brest               |

### Máximas presencias
Actualizado Mayo 2024.
Jugadores en negrita aún juegan o pueden jugar por la selección.
| \| N.o \| jugador \| Partidos \| Goles \| Periodo \| \| --- \| ----------------- \| -------- \| ----- \| ------------- \| \| 1 \| Idrissa Gueye \| 107 \| 7 \| 2011-presente \| \| 2 \| Henri Camara \| 99 \| 31 \| 1999-2008 \| \| 3 \| Sadio Mané \| 98 \| 39 \| 2012-presente \| \| 4 \| Cheikhou Kouyaté \| 90 \| 4 \| 2012-presente \| \| 5 \| Roger Mendy \| 87 \| 3 \| 1979-1993 \| \| 6 \| Tony Sylva \| 83 \| 0 \| 1999-2008 \| \| 7 \| Jules Bocandé \| 73 \| 20 \| 1979-1993 \| \| 8 \| Lamine Diatta \| 71 \| 4 \| 2000-2008 \| \| 9 \| Kalidou Koulibaly \| 71 \| 1 \| 2015-presente \| \| 10 \| El Hadji Diouf \| 70 \| 24 \| 2002-2008 \| |                   |          |       |               |
| N.o | jugador           | Partidos | Goles | Periodo       |
| 1 | Idrissa Gueye     | 107      | 7     | 2011-presente |
| 2 | Henri Camara      | 99       | 31    | 1999-2008     |
| 3 | Sadio Mané        | 98       | 39    | 2012-presente |
| 4 | Cheikhou Kouyaté  | 90       | 4     | 2012-presente |
| 5 | Roger Mendy       | 87       | 3     | 1979-1993     |
| 6 | Tony Sylva        | 83       | 0     | 1999-2008     |
| 7 | Jules Bocandé     | 73       | 20    | 1979-1993     |
| 8 | Lamine Diatta     | 71       | 4     | 2000-2008     |
| 9 | Kalidou Koulibaly | 71       | 1     | 2015-presente |
| 10 | El Hadji Diouf    | 70       | 24    | 2002-2008     |

### Máximos goleadores
Actualizado Mayo 2024
Jugadores en negrita aún juegan o pueden jugar por la selección.
| \| N.o \| jugador \| Goles \| Partidos \| Promedio \| Periodo \| \| --- \| ---------------- \| ----- \| -------- \| -------- \| ------------- \| \| 1 \| Sadio Mané \| 39 \| 98 \| 0.37 \| 2012-presente \| \| 2 \| Henri Camara \| 31 \| 99 \| 0.31 \| 1999-2008 \| \| 3 \| Souleyman Sané \| 29 \| 55 \| 0.53 \| 1990-1994 \| \| 4 \| El Hadji Diouf \| 24 \| 70 \| 0.37 \| 2000-2008 \| \| 5 \| Mamadou Diallo \| 21 \| 46 \| 0.46 \| 1990-1994 \| \| 6 \| Jules Bocandé \| 20 \| 73 \| 0.27 \| 1986-1992 \| \| 7 \| Mamadou Niang \| 19 \| 59 \| 0.32 \| 2002-2012 \| \| 7 \| Moussa Sow \| 19 \| 50 \| 0.38 \| 2009-2018 \| \| 9 \| Papiss Cissé \| 17 \| 37 \| 0.46 \| 2009-2015 \| \| 10 \| Moussa Konaté \| 12 \| 32 \| 0.38 \| 2012-2019 \| \| 10 \| Pape Malick Diop \| 12 \| 56 \| 0.21 \| 2012-2019 \| \| 11 \| Famara Diédhiou \| 11 \| 25 \| 0.46 \| 2014-presente \| \| 11 \| Ismaila Sarr \| 11 \| 57 \| 0.22 \| 2016-presente \| |                  |       |          |          |               |
| N.o | jugador          | Goles | Partidos | Promedio | Periodo       |
| 1 | Sadio Mané       | 39    | 98       | 0.37     | 2012-presente |
| 2 | Henri Camara     | 31    | 99       | 0.31     | 1999-2008     |
| 3 | Souleyman Sané   | 29    | 55       | 0.53     | 1990-1994     |
| 4 | El Hadji Diouf   | 24    | 70       | 0.37     | 2000-2008     |
| 5 | Mamadou Diallo   | 21    | 46       | 0.46     | 1990-1994     |
| 6 | Jules Bocandé    | 20    | 73       | 0.27     | 1986-1992     |
| 7 | Mamadou Niang    | 19    | 59       | 0.32     | 2002-2012     |
| 7 | Moussa Sow       | 19    | 50       | 0.38     | 2009-2018     |
| 9 | Papiss Cissé     | 17    | 37       | 0.46     | 2009-2015     |
| 10 | Moussa Konaté    | 12    | 32       | 0.38     | 2012-2019     |
| 10 | Pape Malick Diop | 12    | 56       | 0.21     | 2012-2019     |
| 11 | Famara Diédhiou  | 11    | 25       | 0.46     | 2014-presente |
| 11 | Ismaila Sarr     | 11    | 57       | 0.22     | 2016-presente |

## Entrenadores
- Raoul Diagne (1960-1961)
- Abdoulaye Thiam (1961-1962)
- Jules Vandooren (1962-1963)
- Habib Ba (1963-1964)
- Lybasse Diop (1964-1965)
- Lamine Diack (1965-1968)
- Luis Marciano (1968-1970)
- Mawane Wade (1970-1974)
- Pape Alouine Diop (1974-1979)
- Otto Pfister (1979-1982)
- Pape Aliuone Diop (1982-1986)
- Mawane Wade (1986-1989)
- Claude Le Roy (1989-1992)
- Lamine Dieng (1992-1993)
- Boubakar Sarr (1993-1994)
- Jules Bokandé (1994)
- Boubakar Sarr (1995)
- Peter Schnittger (1995-2000)[4]
- Bruno Metsu (2000-2002)
- Guy Stéphan (2002-2005)[5]
- Abdoulaye Sarr (2005-2006)
- Henryk Kasperczak (2006-2008)
- Lamine N'Diaye (2008)
- Amara Traoré (2009-2012)
- Pierre Lechantre (2012)
- Abdoukarim Diouf (2012-2013)
- Alain Giresse (2013-2015)
- Aliou Cissé (2015-2024)
- Pape Thiaw (2024-presente)